# ドミニク・ボール
ドミニク・ボール（Dominic Ball, 1995年8月2日 - ）は、イングランド・ウェリン・ガーデン・シティ出身の
サッカー選手。EFLリーグ1・レイトン・オリエントFC所属。ポジションはディフェンダー(CB)。

## 経歴
プレミアリーグのトッテナム・ホットスパーFCのユースチーム出身。トッテナム時代にローンで当時スコットランド2部リーグのグラスゴー・レンジャーズへ加入すると21試合に出場し、スコティッシュ・プレミアシップへの昇格に貢献したが、2016年8月12日にイングランド2部リーグのロザラム・ユナイテッドFCに完全移籍した。
ロザラム移籍後の2017年8月31日にスコティッシュ・プレミアシップのアバディーンFCへローンで加入。また翌シーズンの2018-19シーズンもアバディーンにローンで在籍することになった。
2019年7月2日、クイーンズ・パーク・レンジャーズFCに完全移籍。
2022年6月1日、クイーンズ・パーク・レンジャーズFCに2年契約で移籍。
2024年9月10日、レイトン・オリエントFCに加入。